# Елизавета Мария Баварская
Елизавета Мария Августа Баварская (нем. Elisabeth Marie Auguste von Bayern, 8 января 1874, Мюнхен — 4 марта 1957, замок Штибар, Шайбс) — баварская принцесса из династии Виттельсбахов, дочь фельдмаршала Леопольда Баварского и австрийской эрцгерцогини Гизелы, жена графа Отто Людвига Зеефрид ауф Буттенхайм.

## Биография
Елизавета родилась 8 января 1874 года в Мюнхене. Она стала первенцем в семье баварского принца Леопольда и его жены Гизелы Австрийской, родившись через восемь с половиной месяцев после свадьбы родителей. Впоследствии у девочки появилась младшая сестра Августа и братья Георг и Конрад .
В возрасте 19 лет сбежала из дома, чтобы тайно выйти замуж за 23-летнего Отто Людвига фон Зеефрид ауф Буттенхайм, барона Хагенбах. Молодые люди знали, что не получат разрешения на брак, поскольку жених не только был ниже по происхождению, но и исповедовал протестантизм. В письме своим родителям, Отто Людвиг объяснял, что, решив не расставаться, они с Елизаветой выбирали между бегством и самоубийством.
Гражданская церемония бракосочетания прошла в Милане 19 ноября 1893 года. Венчание состоялось в Генуе 2 декабря .
Отец Елизаветы и, особенно, её дед, принц-регент Баварии Луитпольд, были недовольны таким поступком. Мать же и дед Франц Иосиф I благословили молодоженов, когда узнали о свадьбе. Франц Иосиф I подарил им дворец вблизи Вены, и назначил Отто лейтенантом в первый пехотный полк в Троппау. 30 января 1904 года император также возвел его в графское достоинство.

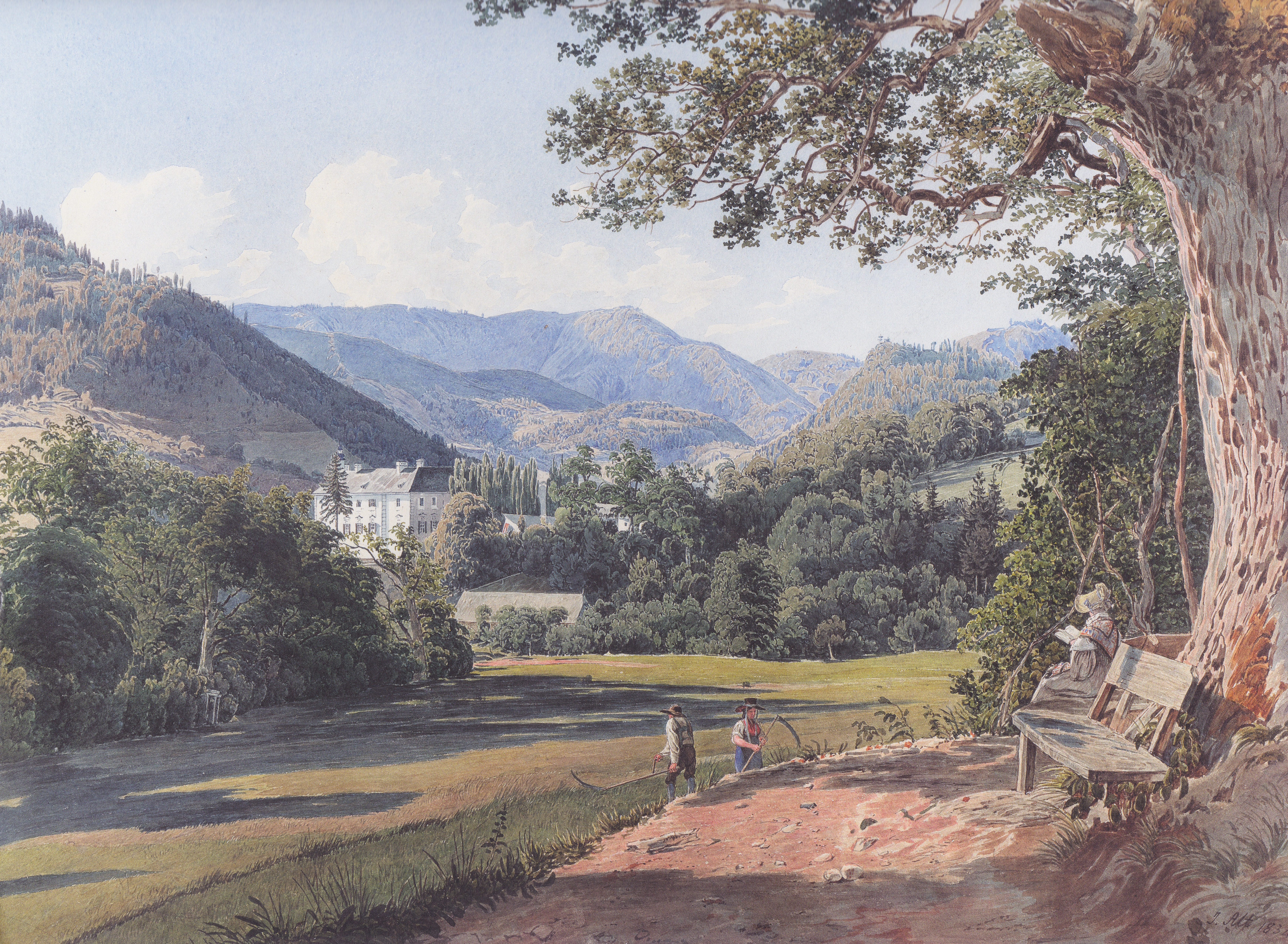
Замок Штибар.

Брак оказался прочным и счастливым. У супругов родилось пятеро детей:
- Гизела (род. и ум. 1895);
- Елизавета (1897—1975) — стала монахиней;
- Августа (1899—1978) — супруга принца Адальберта Баварского, имела двух сыновей;
- Валерия (1901—1972) — супруга барона Рудольфа Карла фон Штенгеля, впоследствии — Вильгельма Отто фон Ридеманна Эйхмана, имела троих детей от обоих браков;
- Франц Йозеф (1904—1969) — был женат на Габриеле фон Шницлер, имел трех сыновей и дочь.

В 1908 году Отто унаследовал замок Штибар вблизи Грестена. Замок находится во владении семьи до сих пор.
Муж ушел из жизни в сентябре 1951 года. Елизавета пережила его на шесть лет. Похоронена на кладбище Грестена.

## Фотогалерея
|  |  |